# Planche à laver (instrument)
Pour les articles homonymes, voir Planche à laver.
 (juin 2019).
Si vous disposez d'ouvrages ou d'articles de référence ou si vous connaissez des sites web de qualité traitant du thème abordé ici, merci de compléter l'article en donnant les références utiles à sa vérifiabilité et en les liant à la section « Notes et références ».

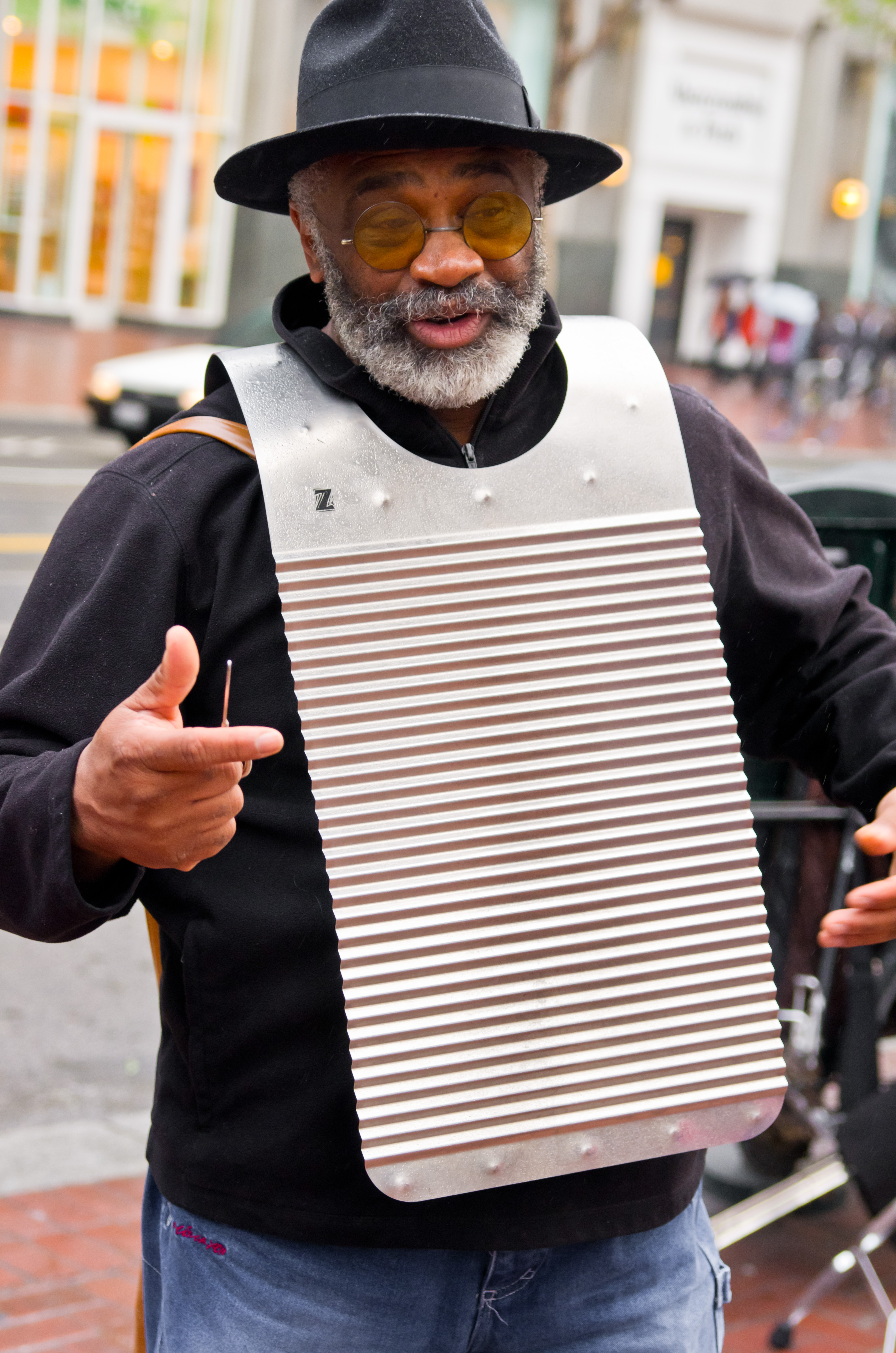
Joueur de planche à laver à San Francisco.

La planche à laver (en anglais : washboard) ou frottoir en langue cajun de Louisiane, est un instrument de musique frotté apparu à La Nouvelle-Orléans. C'est un ustensile sanitaire détourné de sa fonction originelle et adapté à un jeu musical par le détournement d'autres objets usuels, tels des dés à coudre.

## Facture
À l'origine, il s'agissait d'une vraie planche à laver et à battre le linge ; aujourd'hui il en existe des versions modernes, spécialement adaptées à la musique. Elle est composée d'une section plane en aluminium, en inox ou en bois, avec des cannelures, sur laquelle se fixent parfois des mini-cymbales, des cloches ou d'autres petits idiophones.
Cet instrument de musique se porte également comme un plastron et se joue directement sur soi. Il prend alors le nom de vest-frottoir ou frottoir en cajun louisianais.

## Jeu
Il se joue en le plaçant contre sa poitrine et en frottant ou tapant dessus avec des dés à coudre placés sur chaque doigt. C'est l'instrument de percussion de prédilection de la musique cadienne. De même, dans le jazz Nouvelle-Orléans ou le blues, les premiers batteurs les utilisaient pour la partie rythmique.
Cet instrument a été utilisé dans les années 1950 dans un style de musique anglo-saxonne, le skiffle, mélange de jazz, folk et blues. Avant les Beatles, le premier groupe de John Lennon, les Quarrymen, jouait du skiffle et Pete Shotton tenait la planche à laver.
Aujourd'hui, nombre d'orchestres de ce type apprécient le côté pratique et portatif de cet instrument et les sons particuliers qu'il produit entre des mains expertes (Cf. Washboard Sam, Gilbert Leroux, Michel Cousin...). Ce sont souvent les musiciens qui fabriquent eux-mêmes leurs instruments selon leurs besoins. Certains musiciens des pays de l'Est pratiquent aussi ce genre d'instrument. En France, Mathieu Péquériau, aussi harmoniciste, l'utilise dans Red Cardell.
En Belgique, Luc Brughmans l'utilise dans l'orchestre « La planche à jazz ». Il en joue horizontalement, avec fixation sur un harnais de caisse claire.
Cet instrument est également souvent utilisé par des groupes de punk-folk tel que Blackbird Raum ou Days N' Daze (cf. https://www.youtube.com/watch?v=sAFPf_xyUeQ&ab_channel=MarioCasillas, cf. https://www.youtube.com/watch?v=eVYkyJmbxw0&ab_channel=ShibbyPictures.) 
Chez les washboardistes actuels, outre les « puristes » qui préconisent d'être le plus proche possible de l'origine, une simple planche avec le moins possible d'accessoires, on rencontre aussi des « créatifs » qui ajoutent nombre d'accessoires, voire une caisse claire. Ils ne jouent plus seulement avec les doigts et des dés à coudre mais aussi avec des baguettes, et s'approchent de plus en plus de la batterie.

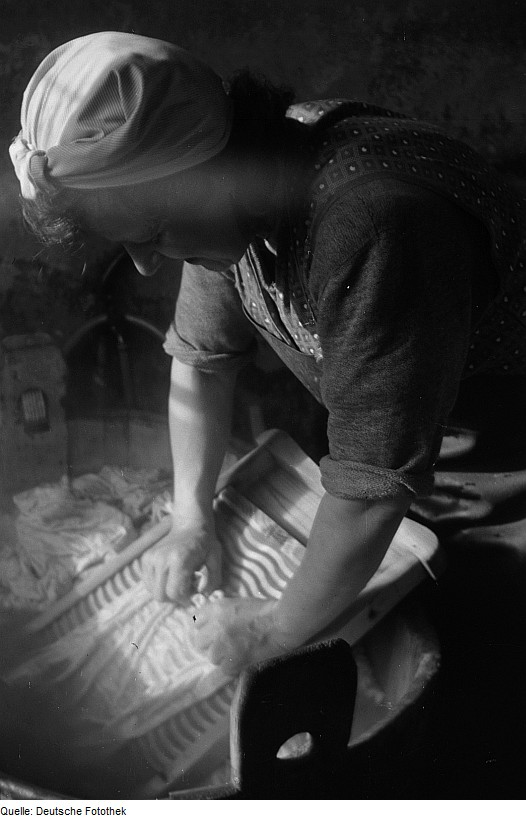
Femme allemande utilisant vers 1947 une planche à laver pour la lessive manuelle, ce qui est la fonction originelle de cet objet.
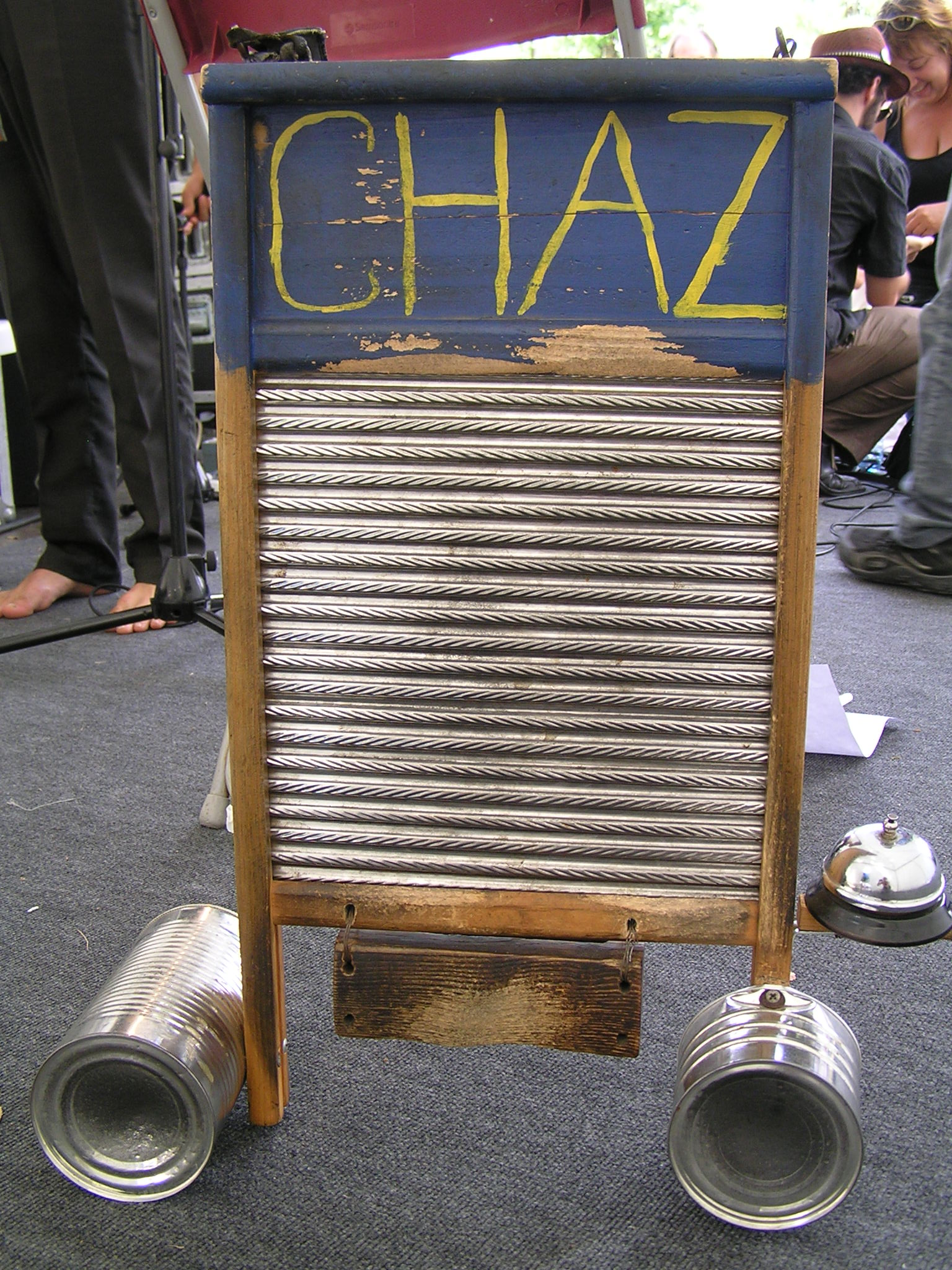
La planche à laver du Washboard Chaz Blues.
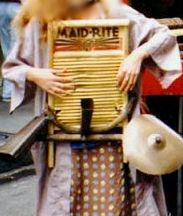
Joueuse de planche à laver.
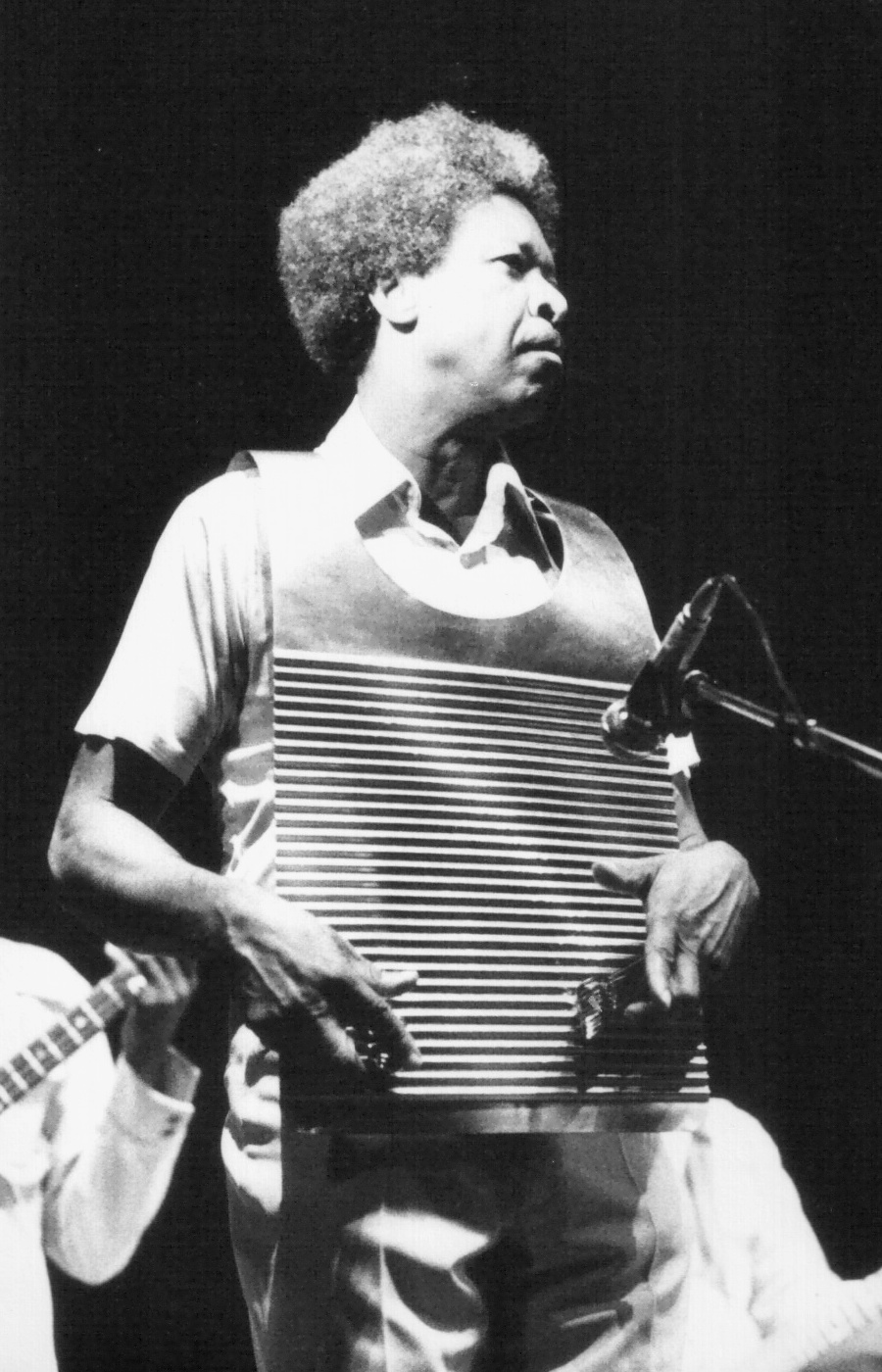
Vest-frottoir de Cleveland Chenier.
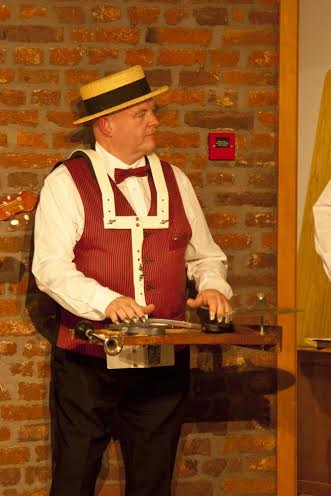
Utilisation de la planche à laver dans l'orchestre « La planche à jazz » par Luc Brughmans.